# Stadiumi Adush Muça
Stadiumi Adush Muça – wielofunkcyjny stadion znajdujący się w mieście Ballsh w Albanii. Na tym stadionie swoje mecze rozgrywa pierwszoligowa drużyna piłkarska Bylis Ballsh. Na stadionie może pomieścić się 3360 widzów.